# Pure Instinct

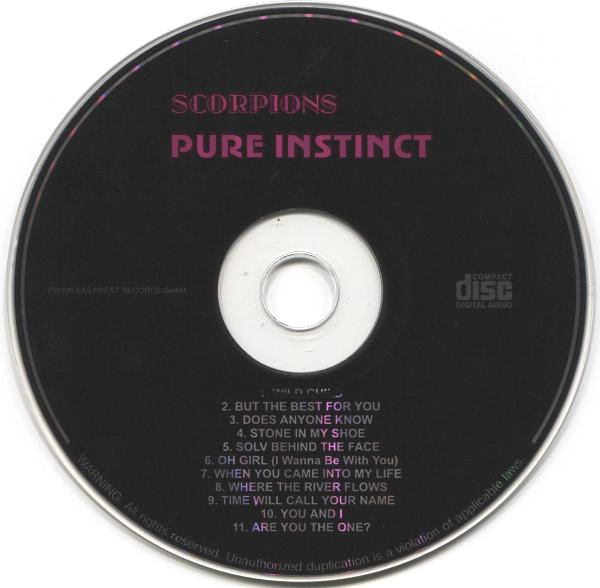

Pure Instinct è un album del gruppo hard rock/heavy metal tedesca Scorpions pubblicato nel maggio 1996 dalla etichetta internazionale PolyGram e dal produttore Erwin Musper.

## Il disco
Dopo lo strepitoso successo dell'album Crazy World (e del brano Wind of Change in particolare) ed il tentativo di non rimanerne schiacciati tornando ad un genere più propriamente metal col successivo Face the Heat (tentativo molto apprezzato dalla critica ma non supportato in maniera adeguata dal numero di vendite), gli Scorpions decidono di cavalcare nuovamente l'onda di popolarità seguita al successo radiofonico delle loro ballate ed incidono questo nuovo album dove i brani melodici la fanno da padrone. Nonostante questo, l'album non ha riscosso il grandissimo successo dei suoi predecessori, anche se la ballata You and I si rivela un singolo di ottimo successo in diverse classifiche. La band è alla ricerca di nuovi suoni, spiccano le tastiere, si intraprendono quei nuovi esperimenti che saranno portati al limite nel successivo album Eye II Eye. L'argomento portante dell'album è il lato selvaggio della vita e lo si intuisce subito guardando la copertina, nonostante in Europa sia stata in parte censurata e negli USA addirittura sostituita da una foto della band dove la chitarra di Rudolf Schenker emana un'onda rossa.

## Tracce
1. Wild Child – 4:19 (testo: Klaus Meine – musica: Rudolf Schenker)
2. But The Best For You – 5:26 (Klaus Meine)
3. Does Anyone Know – 6:03 (Klaus Meine)
4. Stone In My Shoes – 4:42 (testo: Klaus Meine – musica: Rudolf Schenker)
5. Soul Behind The Face – 4:14 (testo: Klaus Meine – musica: Rudolf Schenker)
6. Oh Girl – 3:56 (testo: Klaus Meine – musica: Rudolf Schenker)
7. When You Came Into My Life – 5:17 (Klaus Meine, Rudolf Schenker, Titek Puspa, James F. Sundah)
8. Where The River Flows – 4:16 (testo: Klaus Meine – musica: Rudolf Schenker)
9. Time Will Call Your Name – 3:21 (testo: Klaus Meine – musica: Rudolf Schenker)
10. You And I – 6:22 (Klaus Meine)
11. Are You The One? – 3:15 (testo: Klaus Meine – musica: Rudolf Schenker)

## Formazione
- Klaus Meine - voce
- Rudolf Schenker - chitarra
- Matthias Jabs - chitarra
- Ralph Rieckermann - basso
- Curt Cress - batteria

## Classifiche
| Classifica (1996) | Posizione massima |
| ----------------- | ----------------- |
| Austria           | 20                |
| Belgio (Vallonia) | 37                |
| Europa            | 19                |
| Finlandia         | 10                |
| Francia           | 11                |
| Germania          | 8                 |
| Giappone          | 28                |
| Paesi Bassi       | 95                |
| Stati Uniti       | 99                |
| Svezia            | 38                |
| Svizzera          | 15                |
| Ungheria          | 14                |

### Classifiche di fine anno
| Classifica (1996) | Posizione |
| ----------------- | --------- |
| Francia           | 88        |
| Germania          | 55        |